# Gesetz zur Regelung von Fragen der Staatsangehörigkeit
Das Gesetz zur Regelung von Fragen der Staatsangehörigkeit vom 22. Februar 1955 war ein deutsches Bundesgesetz, das nach dem Zweiten Weltkrieg die deutsche Staatsangehörigkeit bestimmter Bevölkerungsgruppen und Personen sowie ihrer Angehörigen völkerrechtlich regelte, die die Vertriebenengesetzgebung zunächst offen gelassen hatte.

## Rechtshistorischer Hintergrund

### 1919–1933

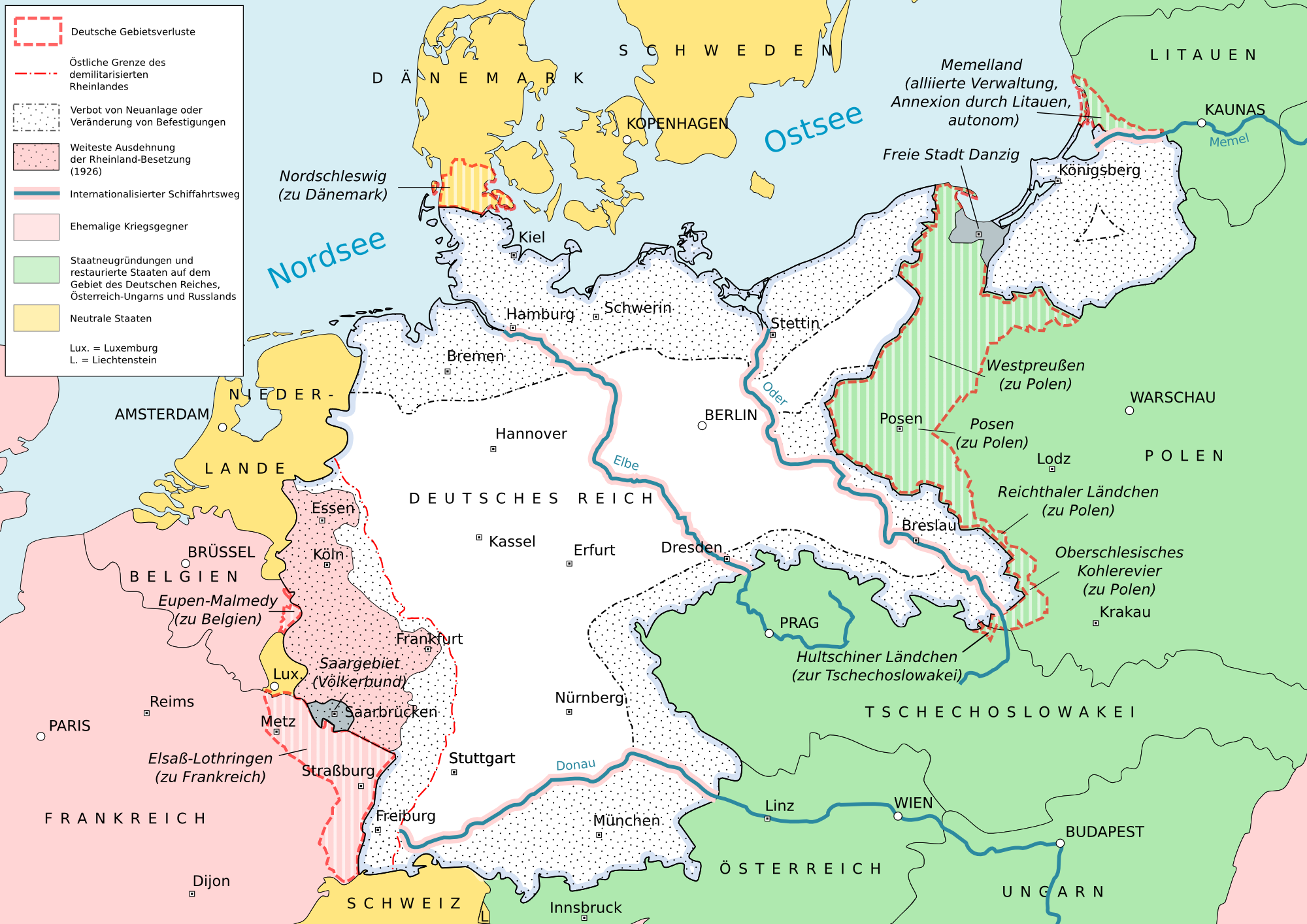
Deutsche Gebietsverluste durch den Versailler Vertrag 1919

Mit den territorialen Bestimmungen des Friedensvertrags von Versailles wurden die deutschen Ost- und Westgrenzen nach dem Ersten Weltkrieg neu festgelegt. Teile Preußens und das Reichsland Elsaß-Lothringen gingen als ehemalige Bundesglieder des Deutschen Reichs an Polen, Frankreich, Belgien, den Freistaat Danzig und die Tschechoslowakei. Damit hatten die in diesen Gebieten ansässigen Deutschen von Rechts wegen ihre deutsche Staatsangehörigkeit verloren und die polnische, französische, belgische, Danziger bzw. tschechoslowakische erworben (vgl. Art. 91, 53, 36, 84 und 105 des Versailler Vertrags).
Im Kleinen Vertrag von Versailles hatte sich Polen zur Gleichbehandlung aller Einwohner ohne Unterschied der Geburt, der Staatsangehörigkeit, der Sprache, des Volkstums und der Religion verpflichtet.
Die sog. Volkstumspolitik aller Regierungen der Weimarer Republik zielte darauf ab, sowohl der Assimilation als auch der Abwanderung der deutschen Minderheiten entgegenzuwirken.

### 1933–1945

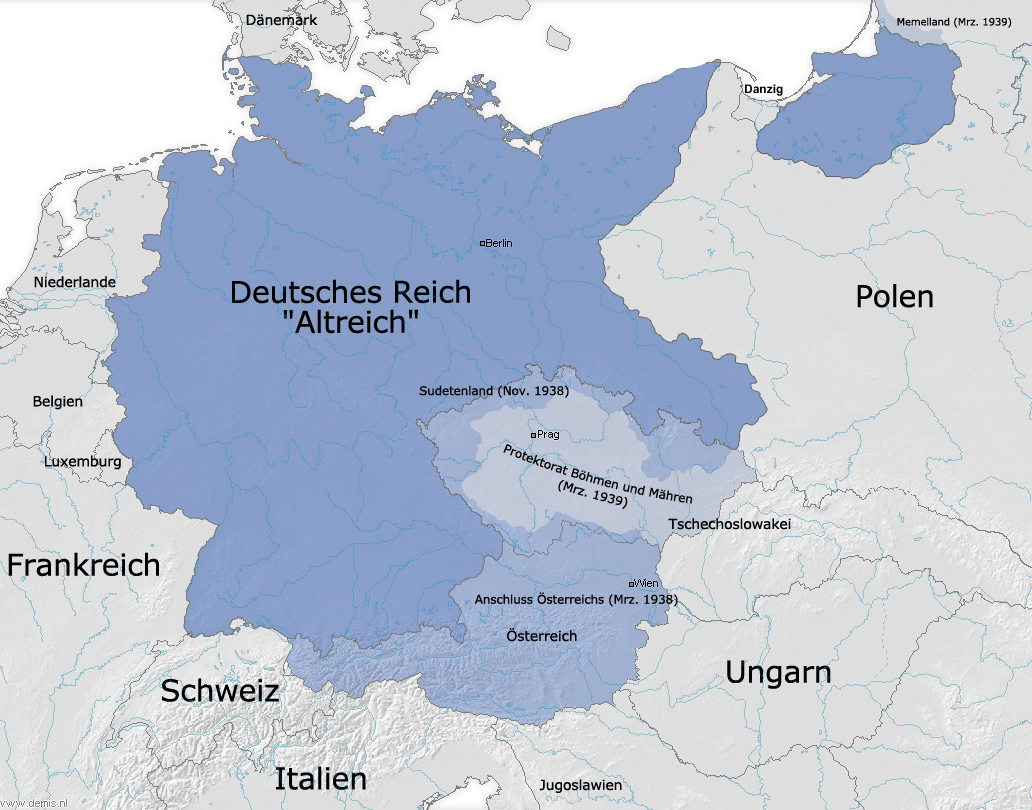
Deutscher Gebietsstand nach dem Münchner Abkommen 1938

In Revision des Vertrags von Versailles war teils durch staatsvertragliche Regelung, teils im Verordnungsweg rund 10 Millionen deutschen Volkszugehörigen in den vom Deutschen Reich bis 1938 annektierten oder von der deutschen Wehrmacht im Zweiten Weltkrieg besetzten Gebieten Osteuropas die deutsche Staatsangehörigkeit (wieder) verliehen worden. Das betraf infolge des Münchner Abkommens insbesondere den Reichsgau Sudetenland, ferner das Memelland, Böhmen und Mähren sowie im ehemaligen Polen und der Ukraine die in die deutsche Volksliste eingetragenen Personen, außerdem Umsiedler beispielsweise aus den Baltischen Staaten aufgrund des deutsch-sowjetischen Grenz- und Freundschaftsvertrags vom 28. September 1939.

### Nach 1945

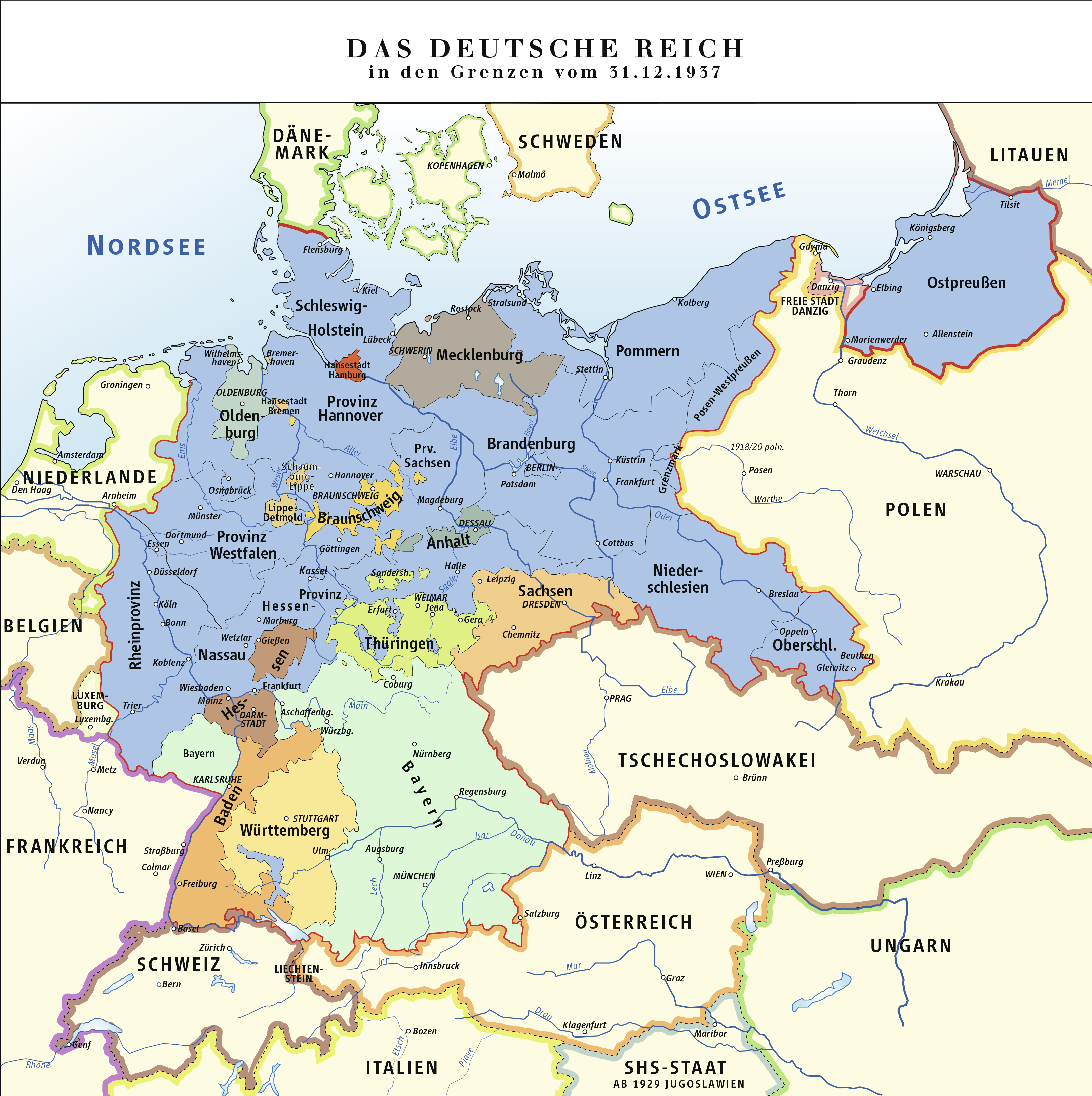
Deutschland in den Grenzen vom 31. Dezember 1937

Nach Ende des Zweiten Weltkriegs gingen die Hauptsiegermächte von einem Gebietsstand Deutschlands nach dem Grenzverlauf vom 31. Dezember 1937 aus. Es war jedoch weder ein Friedensvertrag geschlossen worden mit Regelungen der bei Beendigung von Kriegen relevanten Gebiets- und Staatsangehörigkeitsfragen noch hatte die alliierte Gesetzgebung eine Bereinigung der Staatsangehörigkeitsfragen für Personen außerhalb dieses Gebietsstands herbeigeführt. Zudem war völkerrechtlich gesehen Deutschland selbst zuständig, über das Schicksal seiner früheren Einbürgerungen zu entscheiden, jedoch nach der Berliner Erklärung der Alliierten ohne Regierungsgewalt, zudem nach dem Estoppel-Prinzip grundsätzlich an frühere Einbürgerungen gebunden.
Die einschlägigen Gesetzgebungsakte in den nach Kriegsende desannektierten fremden Staaten schwankten zwischen Wiedereinbürgerung als eigene Staatsangehörige und Ausbürgerung sowie Vertreibung der deutschen Volkszugehörigen wegen des Verdachts der Kollaboration mit NS-Deutschland.
Das Bundesverfassungsgericht ging 1952 davon aus, ein nach dem Anschluss Österreichs eingebürgter Österreicher habe kraft Völkerrechts als Bestandteil des Bundesrechts (Art. 25 GG) seine ursprüngliche Staatsangehörigkeit wiedererlangt und die deutsche wieder verloren, wenngleich das allgemeine Völkerrecht ergänzende Regeln über den Staatsangehörigkeitswechsel bei Gebietsveränderungen nicht enthalte.
Dagegen war das Bundesverwaltungsgericht unter Berufung auf das Verbot der Ausbürgerung in Art. 16 Abs. 1 Satz 2 GG der Ansicht, dass die deutschen Einbürgerungsakte ihre staatsangehörigkeitsrechtlichen Wirkungen noch besäßen, unabhängig von anfänglicher Unwirksamkeit oder späterer Rückgängigmachung der zugrunde liegenden Gebietsveränderungen. Daraus ergebe sich lediglich eine Verpflichtung Deutschlands zur Rückgängigmachung jener Einbürgerungen, nicht aber deren automatisches Hinfälligwerden.

## Entstehung und Inhalt des Gesetzes vom 22. Februar 1955

Gleichstellungsbescheinigung über die Rechtsstellung als Deutscher ohne deutsche Staatsangehörigkeit nach Art. 116 Abs. 1 GG

Das Gesetz vom 22. Februar 1955 regelte im Wesentlichen die deutsche Staatsangehörigkeit früherer, zwischen 1938 und 1945 von deutschen Einbürgerungsmaßnahmen betroffener Angehöriger derjenigen Staaten, die diesen Personenkreis nach dem Zweiten Weltkrieg nicht als eigene Staatsangehörige vereinnahmt, sondern ausgebürgert, ausgewiesen oder vertrieben hatten.
Diese Personen hatten ihre deutsche Staatsangehörigkeit verloren, ohne eine andere erlangt zu haben. Sie galten zunächst nach Art. 116 Abs. 1, 2. Alt GG als Deutsche im Sinne des Grundgesetzes, wenn sie als Flüchtling oder Vertriebener deutscher Volkszugehörigkeit im Gebiet des Deutschen Reiches nach dem Stande vom 31. Dezember 1937 Aufnahme gefunden hatten.
Um ohne Festlegung in der Staatsangehörigkeitsfrage zumindest vorläufig eine weitgehende Angleichung der Rechtsstellung dieser Personen mit deutschen Staatsangehörigen zu erreichen, wurde der Begriff des Deutschen ohne deutsche Staatsangehörigkeit geschaffen. Die endgültige gesetzliche Regelung der deutschen Staatsangehörigkeit der von den Sammeleinbürgerungen des Deutschen Reichs von 1938 bis 1945 Betroffenen wurde erst durch das Gesetz zur Regelung von Fragen der Staatsangehörigkeit (StAngRegG) getroffen.

### §§ 1 ff.
Von deutschen Kollektiveinbürgerungen zwischen 1938 und 1945 betroffene und in den nach dem Zweiten Weltkrieg desannektierten Gebieten verbliebene Personen wurden deutsche Staatsangehörige, es sei denn, sie schlugen die deutsche Staatsangehörigkeit ausdrücklich aus, etwa weil schon die Sammeleinbürgerung nicht ihrem Willen entsprochen hatte. Zum Nachweis der Ausschlagung gegenüber dem desannektierten Staat wurde von den deutschen Behörden eine Ausschlagungsurkunde ausgestellt. Die Ausschlagung bewirkte, dass der Erklärende die deutsche Staatsangehörigkeit durch Sammeleinbürgerung nicht erworben hatte (§ 3 StARegG). Die Rechtsstellung eines Deutschen ohne deutsche Staatsangehörigkeit blieb dem Ausschlagenden jedoch erhalten.

### §§ 6 f.
Flüchtlinge und Vertriebene deutscher Volkszugehörigkeit nach Art. 116 Abs. 1 GG erhielten einen gesetzlichen Anspruch auf Einbürgerung. Wer diesen nicht geltend machte, etwa um sich die Rückkehrmöglichkeit in den Herkunftsstaat und das Heimatrecht zu erhalten, blieb Statusdeutscher. Mit der Aufenthaltsverlegung zurück in das Vertreibungsgebiet ging dieser Status verloren (§ 7 StARegG).
Zum Nachweis der Eigenschaft eines Statusdeutschen war mit dem Einbürgerungsantrag entweder eine Gleichstellungsbescheinigung über die Rechtsstellung als Deutscher ohne deutsche Staatsangehörigkeit aus der Zeit vor Inkrafttreten des Bundesvertriebenengesetzes (BVFG) vorzulegen oder ein Ausweis nach § 15 Abs. 1 BVFG, der die Vertriebeneneigenschaft nach § 1 BVFG, die Aufnahme in Deutschland und die deutsche Volkszugehörigkeit dokumentierte.

### §§ 8 ff.
Weitere Personengruppen erhielten einen Einbürgerungsanspruch bzw. ein entsprechendes Antragsrecht vom Ausland aus wie beispielsweise deutsche Volkszugehörige, die auf ihrem Fluchtweg nicht bis in das Gebiet des Deutschen Reichs nach dem Stande vom 31. Dezember 1937 gelangt waren, sondern z. B. nur bis Österreich (§ 9 StARegG).
Gem. § 10 StARegG waren nur diejenigen deutschstämmigen Ausländer in der deutschen Wehrmacht, der Waffen-SS, der deutschen Polizei und der Organisation Todt deutsche Staatsangehörige geworden, für die aufgrund des Erlasses des Führers über den Erwerb der deutschen Staatsangehörigkeit durch Einstellung in die deutsche Wehrmacht, die Waffen-SS, die deutsche Polizei oder die Organisation Todt vom 19. Mai 1943 die deutsche Staatsangehörigkeit vor Inkrafttreten des Gesetzes durch Bescheid der früheren Einwandererzentralstelle ausdrücklich festgestellt worden war. Der bloße Dienst in einer der genannten Organisationen reichte nicht aus. Diese gesetzliche Regelung setzte die entsprechende Entscheidung des Bundesverfassungsgerichts vom 30. Januar 1953 um.
Durch Runderlass von den Sammeleinbürgerungen in den annektierten oder besetzten Ostgebieten aus rassischen Gründen ausgeschlossene deutsche Volkszugehörige, insbesondere jüdischen Glaubens, die inzwischen in Deutschland lebten und keine andere Staatsangehörigkeit besaßen, erhielten einen Einbürgerungsanspruch gem. § 11 StARegG. In Erweiterung des Wiedereinbürgerungsanspruchs gem. Art. 116 Abs. 2 GG konnten nach § 12 StARegG auch Personen eingebürgert werden, die bereits vor ihrer Ausbürgerung, etwa nach der Elften Verordnung zum Reichsbürgergesetz vom 25. November 1941 eine fremde Staatsangehörigkeit erworben hatten. Denn auch bei diesen Personen war für den Erwerb der fremden Staatsangehörigkeit die nationalsozialistische Verfolgung und Auswanderung ursächlich gewesen.
§ 25 StARegG ließ das Heimatrecht und die sich aus ihm künftig ergebenden Regelungen der Staatsangehörigkeit durch die auf Grund des StARegG abgegebenen Erklärungen ausdrücklich unberührt.

## Folgegesetze

### Zweites Gesetz zur Regelung von Fragen der Staatsangehörigkeit
Das Zweite Gesetz zur Regelung von Fragen der Staatsangehörigkeit vom 17. Mai 1956 hob die Verordnungen über die deutsche Staatsangehörigkeit im Lande Österreich vom 3. Juli 1938 und vom 30. Juni 1939 mit Wirkung vom 27. April 1945 auf. Personen, deren deutsche Staatsangehörigkeit danach erloschen war, hatten jedoch das Recht, sie durch Erklärung mit Rückwirkung auf den Zeitpunkt des Erlöschens wiederzuerwerben.

### Drittes Gesetz zur Regelung von Fragen der Staatsangehörigkeit
Mit dem Dritten Gesetz zur Regelung von Fragen der Staatsangehörigkeit vom 19. August 1957 erhielten auch Abkömmlinge von politisch, rassisch oder religiös Verfolgten einen Einbürgerungsanspruch (§ 12 Abs. 2 StARegG n.F.).

## Aufhebung
Das Gesetz zur Regelung von Fragen der Staatsangehörigkeit wurde mit Gesetz vom 8. Dezember 2010 zum 15. Dezember 2010 insgesamt aufgehoben, nachdem der Regelungsinhalt weitestgehend gegenstandslos geworden war. Theoretisch noch denkbare Einbürgerungen nach den §§ 9, 11 und 12 StARegG können auf der Grundlage der §§ 8, 13 und 14 des Staatsangehörigkeitsgesetzes (StAG) vorgenommen werden.